# 䲗亞目
亞目為輻鰭魚綱海龍魚目的一個亞目。其下共有兩個科19個屬共201個種。

## 分類
本亞目過去曾被歸類於廣義的鱸形目，但其實本亞目與海龍魚亞目及飛角魚亞目更親近，於是重新分類於此。
本亞目下分2科：
- 科 （Callionymidae），17屬187種[2]
- 蜥科（Draconettidae），2屬14種[3]